# Canna Maria Louise Popta
Canna Maria Louise Popta (* 31. Mai 1860 in Breda; † 13. Juni 1929 in Leiden), manchmal auch als C. M. L. Popta zitiert, war eine niederländische Ichthyologin.

## Leben
Popta begann als eine der ersten Frauen ein naturwissenschaftliches Studium an der Universität Leiden, das sie 1896 in Geologie, Zoologie und Botanik abschloss. 1898 promovierte sie an der Universität Bern unter der Leitung des Mykologen Eduard Fischer mit der Dissertation Beitrag zur Kenntniss der Hemiasci, über eine Pilzgruppe, die zu der Zeit als Bindeglied zwischen den Phycomycetes und den Ascomycetes angesehen wurde. Im Dezember desselben Jahres erhielt sie eine Stelle am Rijksmuseum van Natuurlijke Historie in Leiden als Amanuensis von Theodorus Willem van Lidth de Jeude, dem Kurator für Reptilien, Amphibien und Fische. Im März 1911 wurde sie vom zuständigen Ministerium zur Kuratorin der Fischabteilung ernannt. Popta hatte wiederholt Konflikte mit dem Direktor Fredericus Anna Jentink (bis 1913), der ihre Ernennung zur Kuratorin ablehnte, und seinem Nachfolger Eduard Daniël van Oort (ab 1913).
Während ihrer Karriere am Museum konzentrierte sie sich hauptsächlich auf die Ichthyologie. 1928 ging sie in den Ruhestand und starb ein Jahr später in Leiden. Popta veröffentlichte etwa 50 wissenschaftliche und semipopulärwissenschaftliche Artikel, darunter im Jahr 1900 die Schrift Les appendices des arcs branchiaux des poissons. Insbesondere ihr Hauptwerk Résultats ichthyologiques des voyages scientifiques de Monsieur le Professeur Dr. A.W. Nieuwenhuis dans le centre de Bornéo (1898 et 1900) aus dem Jahr 1906 über die Süßwasserfische Zentralborneos, in dem sie 173 Arten aus dem Kapuas und 97 Arten aus dem Mahakam beschrieb, ist von großer wissenschaftlicher Bedeutung; darüber hinaus trug sie zur Kenntnis der Ichthyofauna des übrigen Sundaarchipels bei und schrieb auch über niederländische Fische.
Sie versuchte auch, Pieter Bleekers Atlas Ichthyologique des Indes Orientales néerlandaises zu vervollständigen und zu veröffentlichen, was jedoch aufgrund wirtschaftlicher Schwierigkeiten gestoppt wurde. Die fertiggestellten Tafeln wurden schließlich 1983 veröffentlicht, aber zu diesem Zeitpunkt wurde der Text als zu veraltet angesehen, um veröffentlicht zu werden.
Popta heiratete nie, sondern lebte mit ihrer geistig beeinträchtigten Schwester zusammen, um die sie sich kümmerte. Trotz des schwierigen Verhältnisses zu Jentink benannte sie ihm zu Ehren die Kärpflingsart Diplocheilichthys jentinkii, weil er Popta Exemplare zum Studium zur Verfügung gestellt hatte.

## Dedikationsnamen
Nach Popta sind die Gattung Poptella sowie die Arten Trichopodus poptae, Adrianichthys poptae, Brycinus poptae und Praealticus poptae benannt.